# Kale borroka

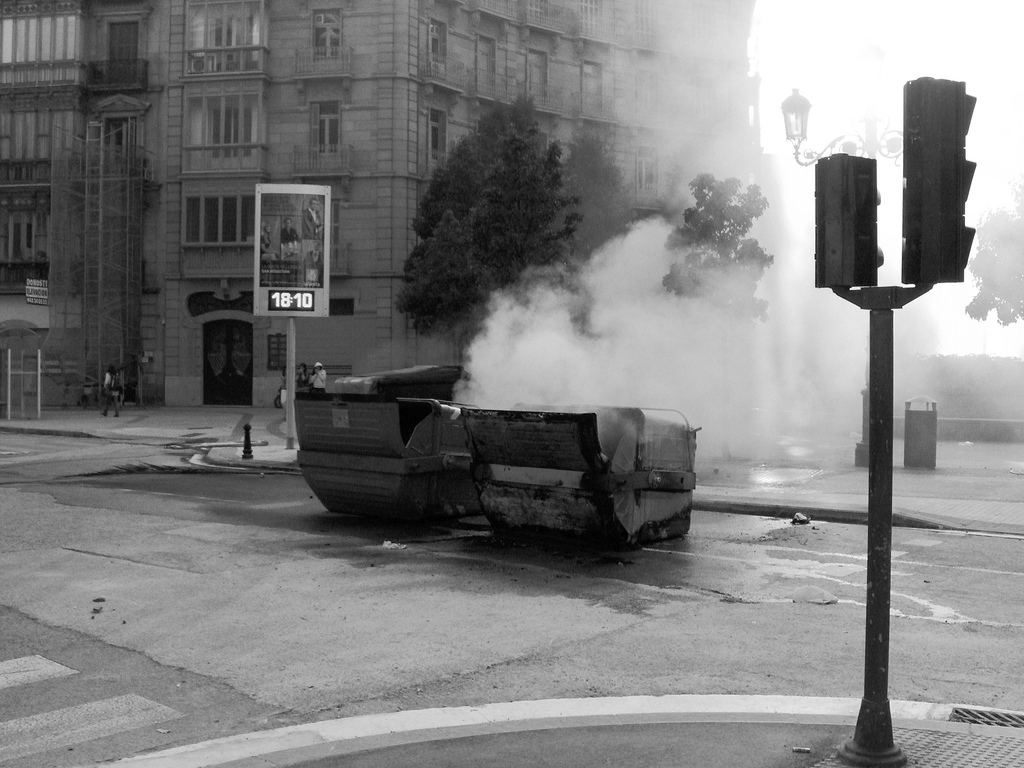
Contentores de lixo incendiados pela kale borroka em São Sebastião, em outubro de 2007.

Kale borroka ("luta de rua" em basco) é uma forma de guerrilha urbana de baixa intensidade praticada por alguns independentistas bascos radicais no País Basco espanhol desde o início dos anos 1990.
A kale borroka é um movimento contestatário de inspiração sobretudo nacionalista sem uma verdadeira estrutura nem ideologia. O seu obejtivo é promover de forma violenta a causa da independência basca fomentando uma tensão permanente com o estado espanhol através da confrontação com os diversos corpos de polícia (incluindo a Ertzaintza, a polícia autonómica, que qualifica o movimento de "delinquência terrorista"), atentados de pouca amplitude, incêndios de bilheteiras automáticas de autocarros, sabotagem de automóveis, etc. Próxima da esquerda abertzale, a kale borroka reivindica-se também marxista e maoísta, inspirando-se na "guerra popular" teorizada por Mao Tsé-Tung.
O movimento surgiu cerca de 1993, numa época em que o grupo terrorista ETA estava em decomposição, principalmente devido à cooperação policial entre França e Espanha. Como o Batasuna, a kale borroka foi imaginada pelos nacionalistas radicais para continuar a luta independentista ou, pelo menos, "ocupar o terreno". O movimento tem funcionado (ou funcionou no passado recente) como verdadeiro viveiro para a ETA, que nele recruta membros dos seus operacionais.